# Királyleányka
A királyleányka egy államilag elismert magyar (1973) fehérborszőlő-fajta. Erdélyből származik. A kövérszőlő és a leányka természetes hibridje. Szinonim nevei Fetească regală, Fetească muscatnaia, Danosi. Németh és Kriszten 1963-ban jelentette be honosításra.

## Leírása
Tőkéje erős növekedésű, sűrű vesszőzetű. Levele sötétzöld, közepesen nagy, vese alakú, széles, hullámos, sima,  szövete fényes, zsíros, nehezen szakadó, tagolatlan-karéjozott.
Fürtje kicsi, vállas, tömött, kúpos, átlagtömege 100 g. Bogyói kicsik, fehéres-zöldek, hamvasak, lédúsak és enyhén muskotályos ízűek
Szeptember végén érik, bőtermő (termésátlaga 10-14 t/ha), de évjárat- és szüretérzékeny fajta.
Bora diszkréten muskotályos illatú vagy virágillatú (jázmin, petúnia, kökörcsin), finom, harmonikus, testes. Hal-, és gombás ételek, könnyű sajtok mellé javasolt fogyasztása
A Balatonboglári, Mecsekaljai, Ászár-Neszmélyi, Pannonhalma-Sokoróaljai borvidéken elterjedt. Rothadásra hajlamos, fagyérzékenysége közepes. Telepíthető klónja: Királyleányka 21.